# Казанский, Николай Фёдорович
Николай Фёдорович Казанский (1874, село Дмитровка, Таврическая губерния — 20 октября 1942, Устьвымлаг) — служитель Российской православной церкви, новомученик. Нёс служение в Симферополе, неоднократно подвергался арестам и ссылкам. Обвинялся в неповиновении советской власти и противодействии изъятию церковных ценностей. Умер в ссылке в 1942 году. Канонизирован в 2000 году.

## Биография
Николай Казанский родился в семье священнослужителя в селе Дмитровке Бердянского уезда Таврической губернии. Учился в Таврическую духовную семинарию, после её окончания женился и принял священнический сан.

### Служение
Хиротонию Казанцеву Николаю совершил архиерей Николай (Зиоров). О местах служения священника до революции неизвестно. После прихода советской власти, отец Николай служил с перерывами между арестами в Александро-Невском кафедральном соборе Симферополя. до момента его разрушения. После второго ареста служил в единственном открытом храме Симферополя — Всехсвятской церкви, однако его служение и здесь прерывалось арестами. Вернулся служить в церковь уже после третьего ареста. В 1932 году становится помощником епископа Порфирия (Гулевич). Служил во Всехсвятской Церкви до следующего ареста в 1936 году. На отца Николая доносил церковный староста церкви, сотрудник НКВД, который устроился на работу в 1933 году и следил за действиями священника. Запомнился прихожанам спокойным, добродушным и приветливым. Был глубоко верующим человеком и всячески отстаивал интересы православия.
Во время служения не боялся вслух озвучивать правду о гонениях на Церковь. Осуждал обновленчество. После ссылок рассказывал прихожанам о лишениях и проблемах с которыми сталкиваются служители и другие люди при советской власти.

### Аресты
Первый раз отца Николая арестовали вместе с архиепископом Никодимом (Кротковым). Обвинялся в «сопротивлении изъятию церковных ценностей; расхищении и сокрытии их; небрежном хранении; симуляции кражи ценностей; ведении пассивной обороны против изъятия». 1 декабря 1922 года ему вынесли приговор, согласно которому он отправился в Нижегородскую тюрьму на три года. Отбывал срок вместе с Никодимом (Кротковым). Вернулся из тюрьмы в 1925 году. Несмотря на первый арест, продолжал обличать советскую власть и обновленчество в Церкви, за что повторно, спустя два года, в 1927 году был осуждён. Третий раз отца Николая арестовали в 1933 году, спустя три месяца выпустили. Продолжил проповедовать и просить о молитвах за всех архиереев и служителях Церкви в тюрьмах. Староста Всехсвятской церкви неоднократно доносил на него, за что отец Николай регулярно подвергался допросам. В октябре 1936 года был арестован четвёртый раз вместе с епископом Порфирием (Гулевичем). Началась череда допросов и унижений. На допросах вёл себя достойно, открыто заявлял, что не поддерживает советскую власть и признает её «антихристианской» и «безбожной». Осуждал обновленчество и поддерживал патриарха Тихона. Виновным себя не признал. 3 января 1937 года отца Николая признали виновным в организации подпольных монашеских организаций и осудили на 5 лет ссылки. Отца Николая выслали в Красноярский край, в село Новоселово. Однако и там он продолжал стоять на твёрдых позициях, за что его в ноябре 1937 году снова арестовали и осудили на 10 лет. Здоровье священника ухудшилось, и его поместили в колонию для инвалидов.

### Смерть
Умер отец Николай, в возрасте 68 лет, 20 октября 1942 года в республике Коми, где располагался Устьвымлаг.

### Реабилитация и канонизация
В 1989 году прокуратура Красноярского края реабилитировала протоиерея Казанцева Николая. Священный синод УПЦ в 1998 году канонизировал отца Николая как местночтимого святого Крымской епархии, в которой он служил большую чась своего свободной от арестов и ссылок жизни. Спустя два года, Архиерейский Собор РПЦ в составе Собора новомучеников и исповедников Российских, канонизировал отца Николая как новомученика.